# Batarcs község
Batarcs község (románul: Comuna Bătarci) község Szatmár megyében, Romániában. Központja Batarcs, beosztott falvai Sellő, Tamásváralja, Ugocsakomlós.

## Népessége
A 2011-es népszámlálás adatai alapján a község népessége 3707 fő volt.